# Eduardo Trigo O’Connor d’Arlach
Eduardo Tomás Antonio Trigo O’Connor d’Arlach (Tarija, 17 de octubre de 1936 – Tarija, 9 de septiembre de 2022) fue un diplomático, abogado, historiador, periodista y docente boliviano. Su trayectoria incluyó importantes cargos en la Cancillería boliviana, la representación internacional del país, la producción historiográfica sobre Tarija y Bolivia, así como una labor educativa y de difusión cultural. Fue autor de obras clave para la comprensión de la historia regional y nacional y miembro de numerosas instituciones académicas y culturales en Bolivia, Argentina y Europa.

## Biografía
Hijo de Raquel O’Connor d’Arlach Velasco y Óscar Trigo Pizarro, Eduardo Trigo nació en Tarija y realizó sus primeros estudios universitarios en la Universidad Juan Misael Saracho. Obtuvo su título en Derecho en la Universidad Mayor de San Andrés en La Paz y luego se especializó en Derecho Internacional Público en The University College de Londres y en la Academia de Derecho Internacional de La Haya, Países Bajos.
Se casó con Silvia Moscoso Blacud y sus hijos son: María del Carmen, Eduardo y María Silvia.

### Carrera diplomática y pública

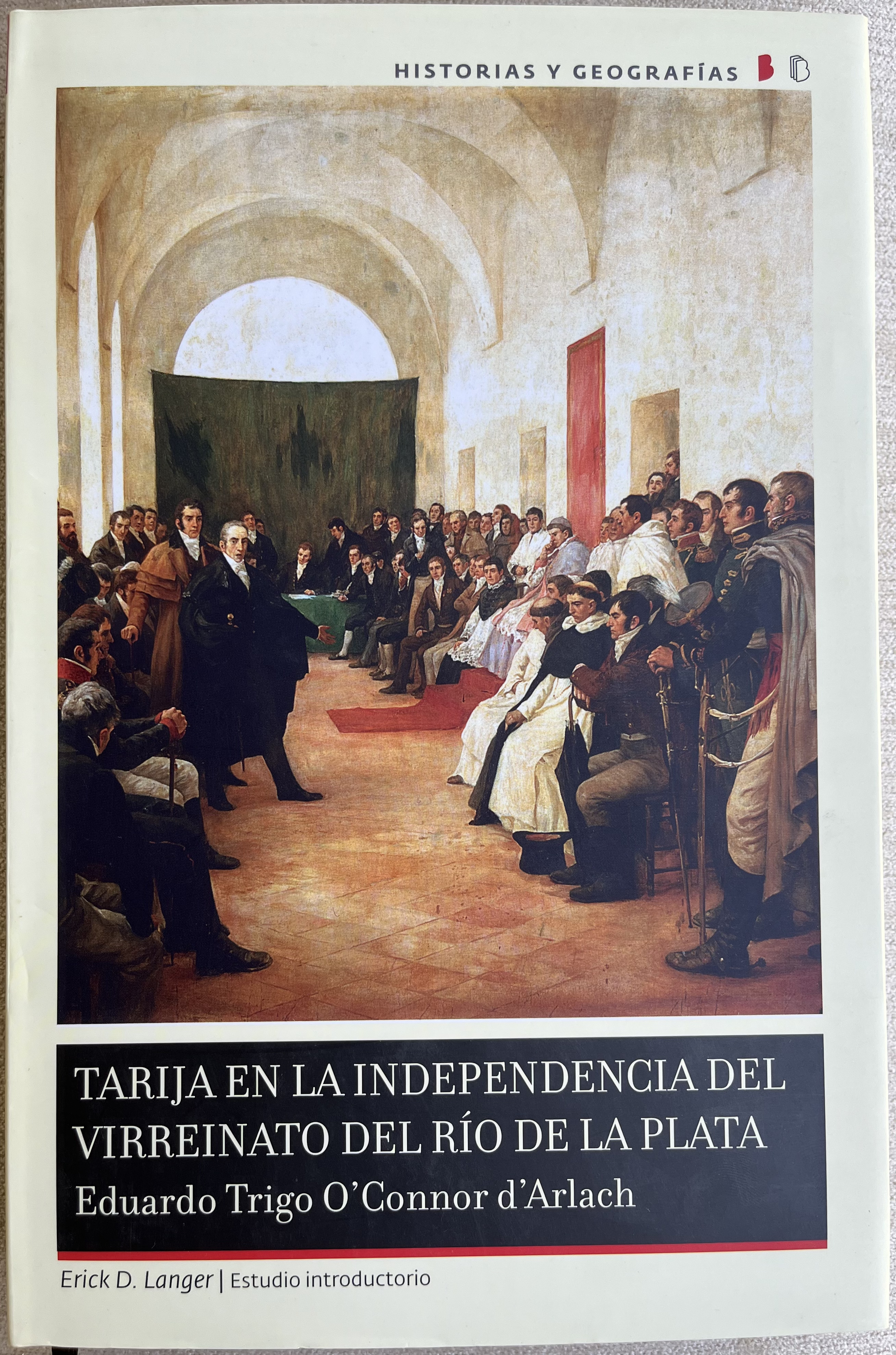
Tapa del libro "Tarija en la independencia del Virreinato del Río de la Plata" del historiador boliviano Eduardo Trigo O'Connor d'Arlach

Desde 1957 Trigo desempeñó diversos cargos en la Cancillería boliviana, incluyendo Oficial Primero, Subdirector de Protocolo, Director del Ministerio de Relaciones Exteriores, Secretario General Nacional de Relaciones Exteriores y Culto (1994) y embajador plenipotenciario de Bolivia ante la República Argentina. También fue Primer Secretario y Encargado de Negocios en la Embajada de Bolivia en Gran Bretaña. Ejercó como Cónsul Honorario de Brasil en Tarija.

### Actividad académica y periodística
Fue catedrático de Derecho Internacional Público y director de Cooperación y Relacionamiento Internacional en la Universidad Juan Misael Saracho. Como periodista fue corresponsal del periódico Presencia y presidente de la Asociación de Periodistas de Tarija. Ejerció la abogacía como asesor del Banco Agrícola y de la Empresa Nacional de Electricidad (ENDE).

### Compromiso cívico e institucional
Fue conjuez de la Corte Superior de Tarija, presidente del directorio de Servicios Eléctricos de Tarija (Setar), presidente de la agrupación Los Amigos de la Ciudad de Tarija y secretario general del Comité Pro Intereses de Tarija.

## Obra histórica y publicaciones
Autor de los libros Conversaciones con Víctor Paz Estenssoro (1999), Tarija en la independencia del Virreinato del Río de la Plata (2009), Crónicas de Tarija (2015). Fue miembro del Comité Editorial de la Biblioteca del Bicentenario de Bolivia.

## Reconocimientos y membresías
Trigo fue miembro de instituciones como la Academia Boliviana de la Historia, la Sociedad Boliviana de la Historia, el Instituto Boliviano de Genealogía, la Sociedad Geográfica e Histórica de Tarija y la Sociedad Argentina de Escritores. También fue miembro correspondiente de la Real Academia de la Historia de España y de la Academia Argentina de la Historia. Recibió distinciones del Instituto de Estudios Iberoamericanos, la Orden de Caballeros San Martín de Tours y la Soberana Orden de Malta (como Caballero de Gracia Magistral).

## Legado y homenaje póstumo
Falleció en su ciudad natal a los 85 años. El Consejo Nacional del Bicentenario emitió un reconocimiento especial y su familia donó al Archivo y Biblioteca Nacional de Bolivia los diarios manuscritos del general Francisco Burdett O’Connor, valioso testimonio histórico de su antepasado. El Archivo Histórico de Tarija lleva su nombre